# 斯坦顿号护航驱逐舰
斯坦顿号护航驱逐舰（英語：USS Stanton，舷号：DE-247），是美国海军于第二次世界大战期间建造的一艘埃德索尔级护航驱逐舰，其舰名取自十九世纪的奥斯卡·F·斯坦顿（Oscar F. Stanton）少将。
该舰由威廉·S·伯勒尔（William S. Burrell）夫人冠名，于1942年12月7日在德克萨斯州休斯敦布朗造船公司铺设龙骨，随后于1943年2月21日下水。1943年8月7日，斯坦顿号正式服役，交由小克里斯多夫·西尔韦纳斯·巴克（Christopher Sylvanus Barker Jr.）少校指挥。

## 设计与装备
埃德索尔级护航驱逐舰的设计与巴克利级护航驱逐舰类似，均采用长船体并建有较高的舰桥。该级护航驱逐舰配备3英寸（76毫米）50倍径单装主炮，后续曾计划更换为5英寸（127毫米）38倍径主炮，但最终没有实际执行。该级护航驱逐舰由4台费尔班克斯-莫尔斯38D8-1/8-10内燃机提供动力，总功率最高可达6000匹马力，最高航速21节。其燃料舱可携带312吨重油，在12节航速下航程可达11000海里。此外，该级舰船还配备有较完善的侦查搜索系统，包括SL或SU水面雷达、SA对空雷达、QC声呐系统以及用于监听潜艇无线电的HF/DF天线。

## 服役历史
1943年8月29日，斯坦顿号启程前往波多黎各圣胡安进行试航调整，1个月后，她返回查尔斯顿海军造船厂检修。10月18日，斯坦顿号护送船队由纽约出发前往特立尼达岛和关塔那摩湾，任务完成后，她返回弗吉尼亚州诺福克并于当地加入第3护航中队。11月25日，斯坦顿号和第64特遣舰队的其他船只一起护送UGS-25船团前往地中海，12月13日，她们顺利抵达卡萨布兰卡。12月15日，护航舰队护送GUS-24船团返航并于1944年1月3日顺利抵达纽约。
此后一段时间，斯坦顿号又护送UGS-31和GUS-30船团横跨大西洋。此轮任务后，斯坦顿号被任命为第65特遣舰队旗舰，护送由60多艘船只组成的UGS-37船团前往比塞大。4月11日夜，船队在阿尔及利亚海域遭遇纳粹德国空军空袭，临近午夜时，20余架Do 217轰炸机和Ju 88轰炸机开始发动攻击，斯坦顿号和其他护航船只开火迎击。袭击中，霍尔德号护航驱逐舰左舷被鱼雷命中，但队内所有商船和坦克登陆舰均安然无恙。船队于次日抵达目的地，斯坦顿号随后护送GUS-37船团返航纽约。
5月初，斯坦顿号结束干船坞检修，前往新泽西州开普梅参加演习，随后于5月30日驶抵汉普顿锚地并在当地加入第13护航中队，与队内的其他舰船一起护送UGS-44和GUS-44船团跨越大西洋。7月30日，斯坦顿号参加了在卡斯柯湾举办的演习，随后返回纽约护送UGS-51船团的部分船只前往诺福克。船团自诺福克出发前，斯坦顿号被调离岗位，前往波士顿海军造船厂接受设备改造和升级，10月中旬，她离开船厂进行试航和设备调试，随后出发前往百慕大。
11月5日，斯坦顿号抵达马蹄湾并加入克罗坦号护航航空母舰所在猎潜大队。11月13日，舰队返航纽约，随后再次出发经诺福克前往关塔那摩湾参加演习。1945年1月10日，舰队前往百慕大进行海空协同反潜训练，随后于2月4日返回纽约。在蒙茅斯县补充弹药后，舰队前往卡斯柯湾参加演习。3月末，舰队进驻纽芬兰和英国间的北大西洋中部海域，与周边其他友军舰船一起阻击德军U型潜艇。
4月15日，斯坦顿号对海雷达在3,500碼（3,200）处发现了一艘漂浮的敌军潜艇，她随即转向靠近该目标。该潜艇随后从雷达上消失，但很快就被声呐捕获，斯坦顿号使用刺猬炮先后发动3轮攻击，引发了剧烈的水下爆炸。午夜过后，弗罗斯特号护航驱逐舰加入攻击，U-1235号潜艇最终殉爆沉没。16日凌晨2时许，弗罗斯特号对海雷达在500碼（460）外发现了另一艘漂浮潜艇，她随即开火并使用探照灯标记潜艇。潜艇下潜后，斯坦顿号和另一艘姊妹舰休斯号加入搜索。4时6分，斯坦顿号发射的刺猬炮引发了剧烈的水下爆炸，船员一度以为舰船被潜艇发射的鱼雷命中。弗罗斯特号随后也发射了一轮刺猬炮，引发了3次水下爆炸，此时海面已被浮油覆盖，U-880号潜艇就此沉没。4月22日至28日，舰队返回纽芬兰阿真舍修整，随后继续返回大洋中部执行反潜巡逻任务。
德国投降后，斯坦顿号返回纽约加油，随后前往南卡罗来纳州查尔斯顿检修。7月1日，第13护航中队被调至太平洋战区，斯坦顿号随即与斯韦齐号一同出发，经巴拿马运河和圣迭戈，最终于8月9日抵达珍珠港。斯坦顿号随后在夏威夷水域接受反潜训练，8月22日，她启程返回美国东岸。1946年2月，斯坦顿号进驻比基尼环礁并参加了之后的十字路口行动。9月28日，她返回诺福克，随后前往格林科夫斯普林斯封存。1946年1月1日至1947年6月2日，停泊状态下的斯坦顿号为第36护航中队提供蒸汽和电力。
1947年6月2日，斯坦顿号正式退役并加入美国海军预备舰队。1970年12月1日，斯坦顿号自美国海军除籍，随后于1972年10月16日在波多黎各外海被作为靶舰击沉，另有部分文献记载她于1972年被出售拆解。

## 荣誉
斯坦顿号服役期间所获荣誉如下：
|  |                                         |  |
|  | Bronze star · Bronze star · Bronze star |  |

| 战斗行动奖章 （追授） |                                        |                        |
| 美国战役奖章          | 欧洲-非洲-中东战役奖章 （3枚战斗之星） | 第二次世界大战胜利奖章 |

## 历任舰长
| 姓名       | 译名                         | 军衔             | 所属军种       | 任职时间                 |
| ---------- | ---------------------------- | ---------------- | -------------- | ------------------------ |
|            | 小克里斯多夫·西尔韦纳斯·巴克 | 少校             | 美国海军       | 1943年8月7日             |
|            | 菲利普·杰洛特·蒂梵尼         | 上尉（升任少校） | 美国海军预备役 | 1944年1月13日            |
|            | 小约翰·C·基利                | 上尉             | 美国海军预备役 | 1945年3月21日            |
|            | 诺曼·亚瑟·史密斯             | 上尉             | 美国海军预备役 | 1945年9月-1945年10月18日 |
| 参考文献： |                              |                  |                |                          |